# トヨタシステムズ
株式会社トヨタシステムズ（英語: TOYOTA SYSTEMS CORPORATION、略称：TS）は、トヨタグループに属するITソリューション・カンパニーである。
グローバルトヨタ、及びトヨタグループのIT中核企業である。
名古屋本社（愛知県名古屋市中村区）および東京本社（東京都港区）の二本社制を採用している。

## 概要
2019年1月にトヨタ自動車 情報システム関連部門と情報子会社の統合によりトヨタ自動車株式会社の100％出資会社として設立。モビリティIT分野のテクノロジー企業として、電動化、知能化、情報化、MaaS（Mobility as a Service）等を支援するITツールとシステム基盤を提供している。

## 基本理念
- トヨタ自動車株式会社と「トヨタ基本理念」を共有している[4] 。

## 沿革
- 1990年 - 株式会社トヨタシステムリサーチ（TSR）を設立[5]。
- 1991年 - 株式会社トヨタソフトエンジニアリング（TSE）[5]、株式会社トヨタシステムインターナショナル（TSI）を設立[5]。
- 1993年 - トヨタ自動車 ケーラム事業部を分社化し、株式会社トヨタケーラム（TCI）を設立[5]。
- 1996年 - トヨタ自動車 システム企画部を分社化し、株式会社トヨタデジタルクルーズ（TDC）を設立[5]。
- 2001年 - トヨタ自動車 情報システム事業部と合弁会社3社（TSR、TSE、TSI）が合併し[6]、株式会社トヨタコミュニケーションシステム（TCS）を設立[7][注釈 1]
- 2006年 - TCS、株式会社トヨタマックス、株式会社トヨタテクノサービスの3社を合併ならびに吸収分割の方式によりTCSとトヨタテクニカルディベロップメント株式会社（TTDC）の2社に再編[8]。
- 2012年 - 豊田通商の海外ICTソリューション会社TT Network Integration Asia Pte.Ltd. と資本提携[9]。
- 2019年 - TCS、TDC、TCI の3社を統合し、株式会社トヨタシステムズ（TS）を設立[2][注釈 2]。
- 2020年 - 高岳オフィスを開設。

## 事業概要
- 先端技術開発（ITシンクタンク）
- トヨタグループの連携強化、グループ全体を俯瞰したトータルITソリューション（Software, Network, Infrastructure, Cybersecurity）
- オールトヨタIT基盤（"All-Toyota" IT platforms）の提供

## 製品・サービス
公式サイトを参照（TOYOTA SYSTEMS 製品情報＆サービス紹介）

## 関係会社
- トヨタ自動車株式会社
- トヨタファイナンス株式会社